# Chef d'orchestre

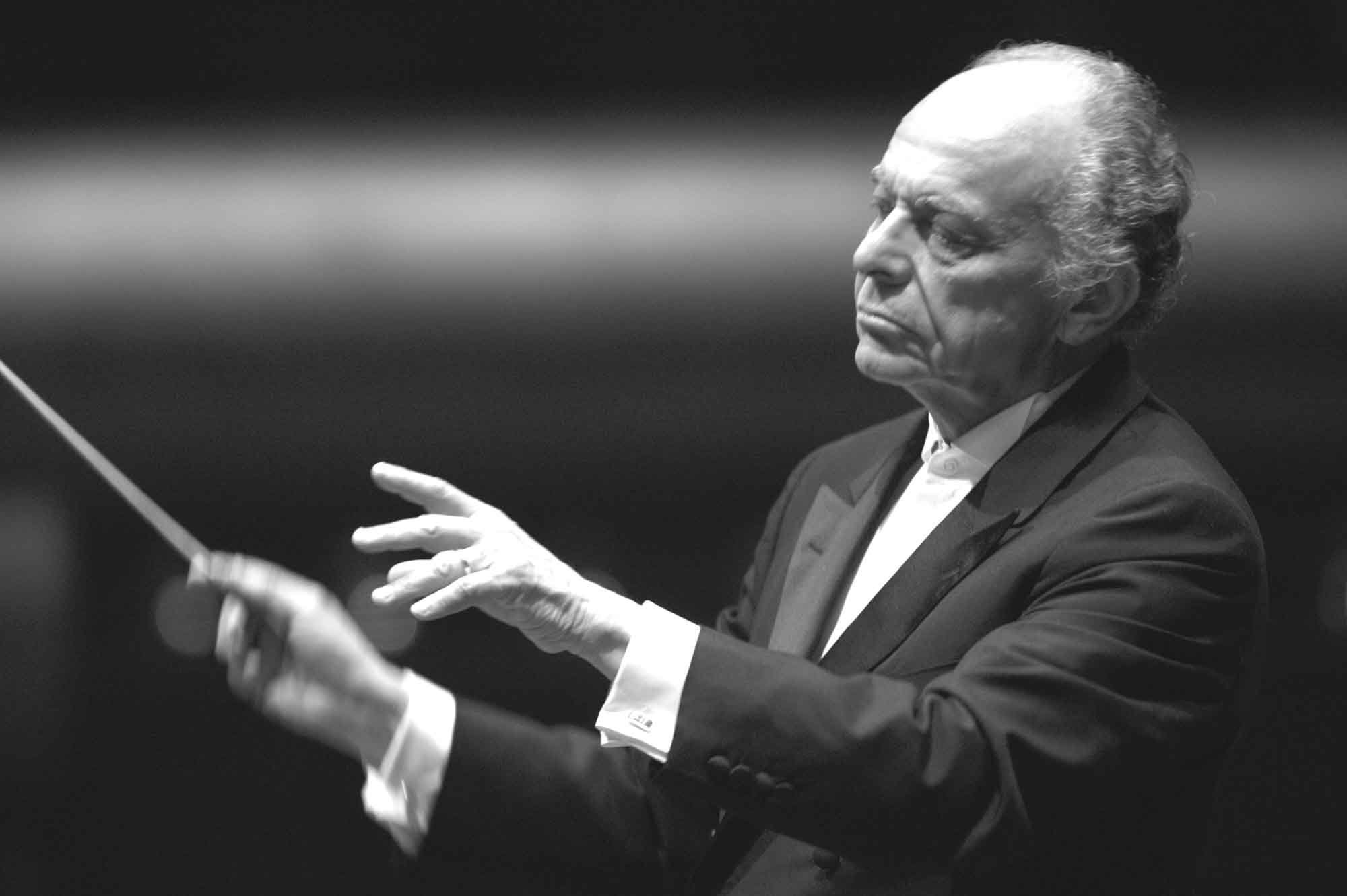
Le chef d'orchestre américain Lorin Maazel.

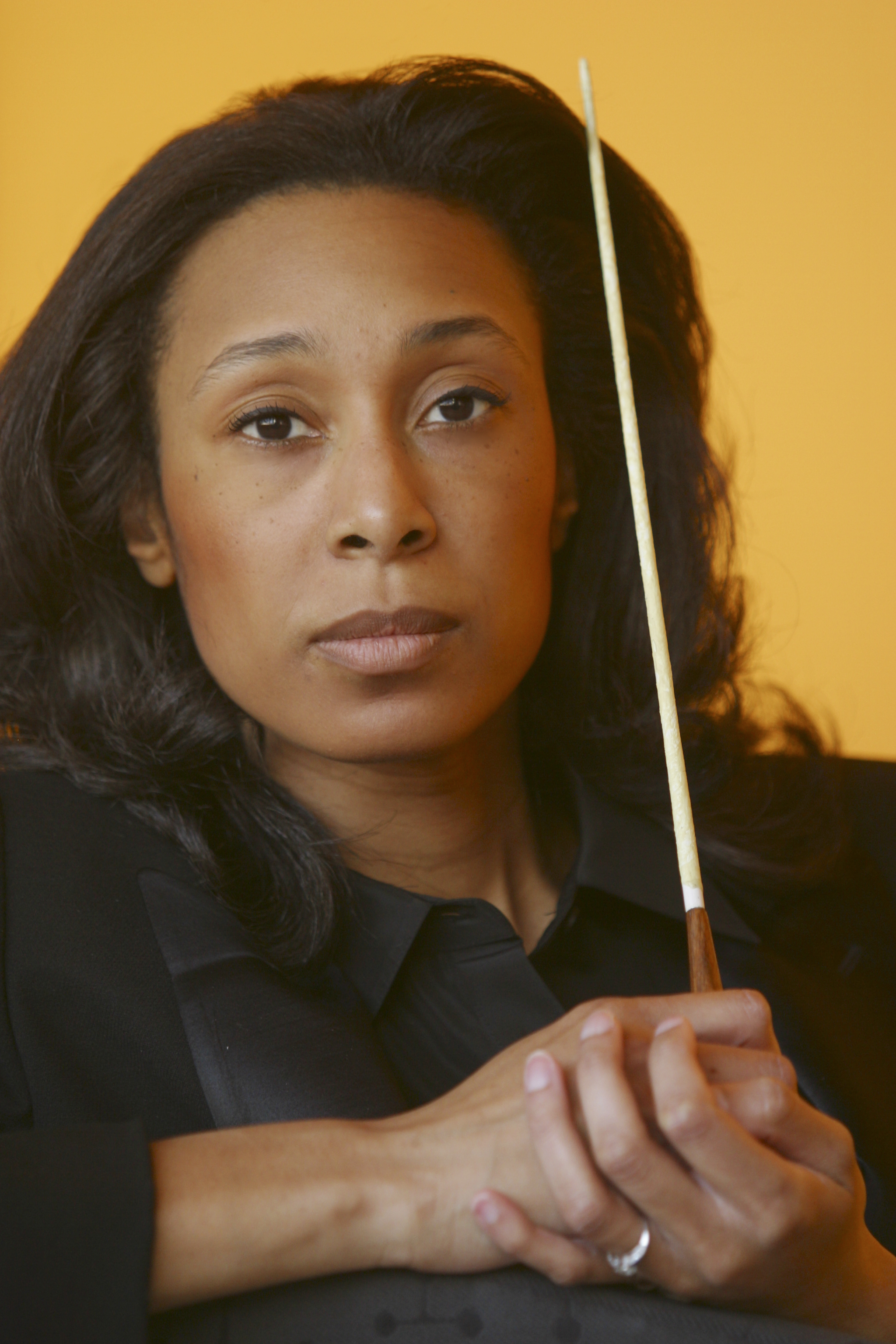
La cheffe d'orchestre américaine Jeri Lynne Johnson.

Un chef d'orchestre est un musicien chargé de coordonner le jeu des instrumentistes des orchestres symphoniques, de jazz, d'harmonie, de bagad ou de fanfare. Sa tâche consiste, sur le volet technique, à rendre cohérent le jeu de l'ensemble des musiciens par sa gestuelle, notamment en leur imposant une pulsation commune. Il règle par ailleurs l'équilibre des diverses masses sonores de l'orchestre. Sur le volet artistique, c'est à lui que revient la tâche d'orienter l'interprétation des œuvres, un processus qui s'étend à partir du choix du répertoire, de la première répétition jusqu'à la représentation finale.
Arturo Toscanini disait en substance : « Le chef d'orchestre est un prisme, une sorte de diamant, par lequel passent les faisceaux de toutes les individualités de l'orchestre ». De même, si le metteur en scène est au texte théâtral un intermédiaire au service du dramaturge, le chef d'orchestre est à l'œuvre orchestrale un intermédiaire au service du compositeur.

## Fonction et travail du chef d'orchestre
Le chef d'orchestre peut être « permanent » ou « invité ». Dans le premier cas, un contrat le lie à l'orchestre, avec lequel il doit effectuer un certain nombre de concerts ou d'enregistrements dans l'année. Il participe également à l'administration de la phalange, aux recrutements des nouveaux membres et établit son programme. Le chef invité ne l'est que pour une courte période correspondant aux répétitions et à l'exécution d'un ou de quelques concerts.
Le travail proprement dit du chef d'orchestre se divise en trois phases : la préparation, la répétition et le concert.

### Phase de préparation
Durant cette phase, le chef d'orchestre acquiert une grande connaissance et une grande compréhension de l'œuvre à diriger. On pourrait dire que c'est la partie « structurante » de son travail.
Le chef analyse consciencieusement la structure de la pièce musicale, sa construction harmonique et son essence musicale. Il en retire une sorte d'« axe de lecture », qu'on appelle l'« interprétation ». C'est généralement une vision personnelle, une manière de comprendre le travail d'un autre. Une bonne interprétation traduit au plus près les intentions du compositeur, en exploitant au maximum les libertés laissées aux interprètes, justement.
À partir de cette compréhension, le chef d'orchestre cherche ensuite à apprendre et à intégrer les gestes qui communiqueront au mieux aux musiciens de l'orchestre la pensée du compositeur.

### Phase de répétition

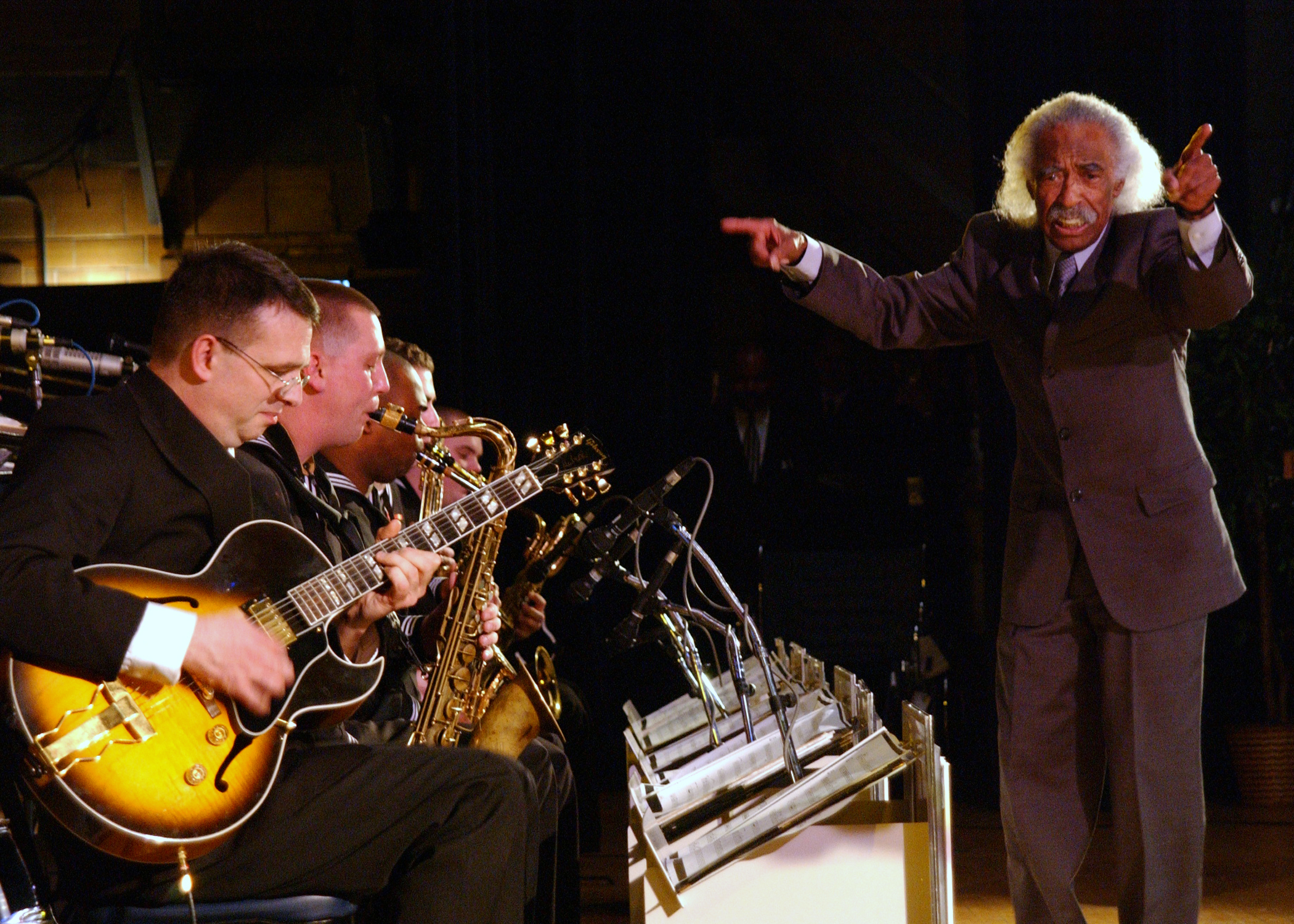
Gerald Wilson comme chef d'orchestre invité du Great Lakes Jazz Ensemble en 2002.

Après cette phase de préparation, le chef est prêt à faire travailler l'œuvre par les musiciens. Il est généralement l'organisateur du plan de répétition : timing, section de partition à travailler plus particulièrement, recherche de l'équilibre du son... Il peut aussi, par exemple, convoquer l'ensemble de l'orchestre, ou des pupitres séparés, comme vents d'un côté et cordes de l'autre. Si l'œuvre à interpréter comporte un soliste, il fait généralement travailler l'orchestre seul avant l'arrivée du soliste afin de rechercher un son d'ensemble et une cohérence musicale. Au bout du compte, il doit obtenir le son voulu, l'interprétation exacte qu'il désirait atteindre.
Cette phase, comme la phase suivante, requiert autant de qualités musicales que de qualités de communication avec les musiciens qui composent l'orchestre : communication gestuelle et diplomatie, bonne relation humaine afin de réduire tout stress, sensibilité musicale.

### Phase de concert

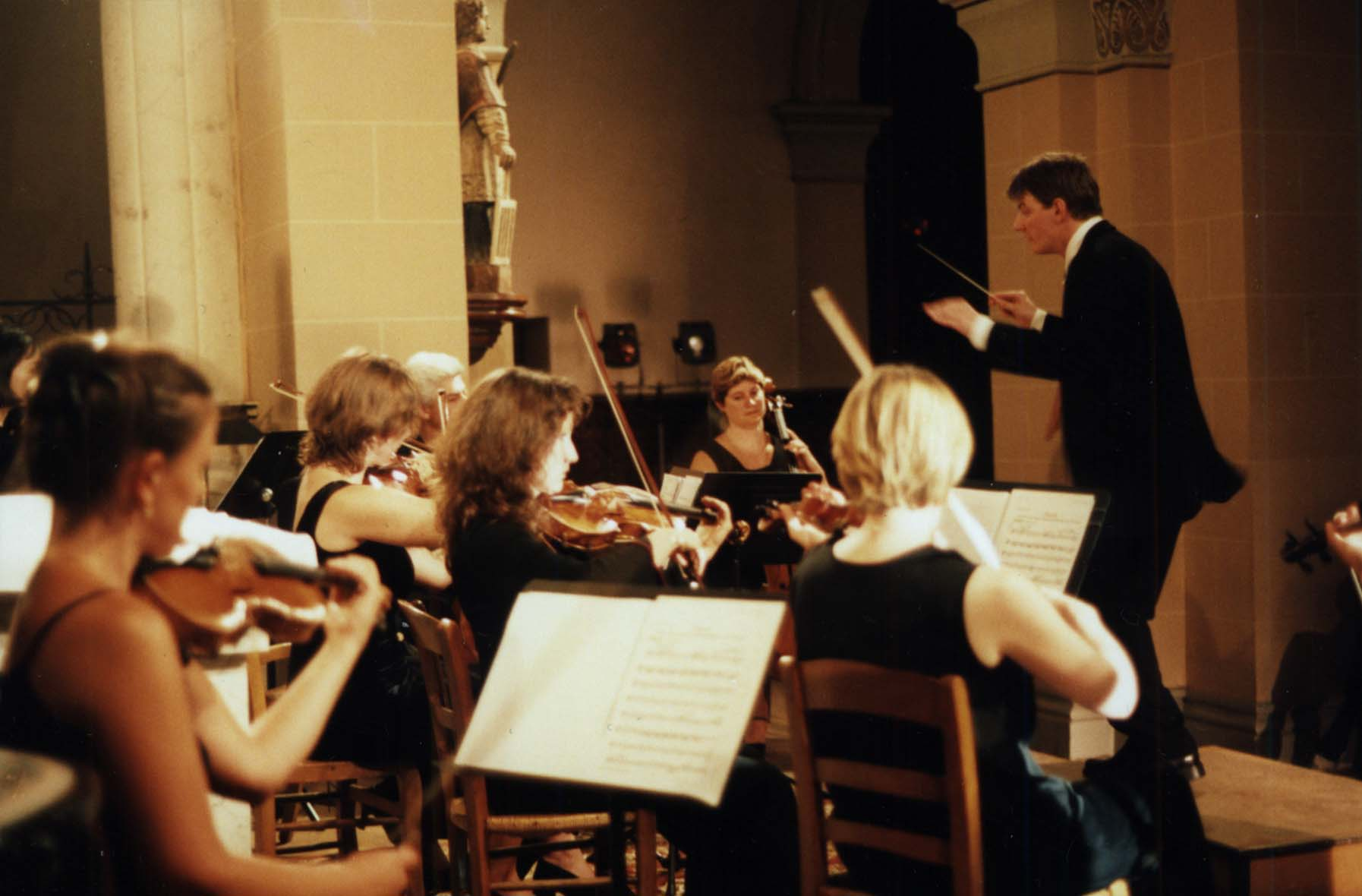
Chef d'orchestre en concert au nouvel orchestre de chambre de Rouen.

En phase de concert, le chef d'orchestre a plusieurs outils pour communiquer avec ses musiciens, le principal étant ses gestes. Ses bras indiquent principalement :
- le tempo principal (vitesse), et ses variations ;
- la mesure ;
- les démarrages de chacun des solistes et pupitres ;
- les nuances ; phrasés et articulations;
- les progressions harmoniques ;
- et tout autre facette de l'œuvre communicable d'une manière ou d'une autre par le geste.

Le chef d'orchestre ne néglige pas pour autant son expression faciale, qui pourra indiquer des subtilités supplémentaires : caractère du mouvement, nuance ou ambiance générale de l'œuvre.
Ainsi, on distingue dans l'action de diriger un orchestre deux catégories distinctes de gestes :
1. un ensemble de signaux de commandement, établi selon un code conventionnel au cours des répétitions, et que l'instrumentiste déchiffre et traduit. On trouve dans cette catégorie les signes de départs, de mesure, de nuance, de nuances de jeu (amplitude du vibrato, timbre du son, etc.) ;
2. un ensemble de gestes expressifs non conventionnels, qui ne traduisent aucun ordre explicite mais compréhensibles par les instrumentistes.

Ce sont souvent les gestes de la deuxième catégorie qui donnent son caractère à la direction d'un chef d'orchestre :

« Furtwängler remplace à peu près tous les signaux impératifs et volontaires […] par des gestes expressifs […]. Avant de battre la mesure, il s'avise qu'il ne plaît peut-être point à la mesure d'être battue. Il renonce donc très souvent à "faire savoir" les départs aux musiciens par le geste de convention. Mais il ne le leur suggère qu'avec plus de précision. Et les musiciens partent avec une simultanéité absolue et, partant sous une impulsion directe et non pas « par ordre » […]. »

— Fred Goldbeck, La Revue musicale, no 147, juin 1934.
En concert, le chef est donc capable de "corriger" l'interprétation brute émise par les musiciens, en direct et discrètement... puisqu'il tourne généralement le dos au public. Le chef pourra également rattraper un décalage — rythmique, ou concernant la justesse — au moment même où celui-ci intervient.
Les chefs d'orchestre sont généralement formés en conservatoire : la formation comprend des cours d'harmonie, de solfège, d'orchestration, de pratique devant l'orchestre et de pédagogie.
Le bâton de direction, utilisé pendant l'époque baroque, a laissé la place à la baguette, dont l'usage n'est plus du tout systématique. Le bâton de direction servait surtout à taper la pulsation commune à l'ensemble des musiciens (Jean-Baptiste Lully en est mort après s'en être donné un violent coup sur le pied). Cet usage s'est perdu à l'époque classique et les musiciens ont été dirigés soit par le claveciniste (quand il y avait un continuo), soit par le premier violon. Ce dernier donnait des indications avec son archet : respirations, coups d'archet, phrasé, attaques, etc. La partie la plus visible de l'archet était la mèche de par la couleur blanche des crins. Quand les fonctions de premier violon et de chef se sont séparées, cette ligne blanche de direction s'est matérialisée par une baguette dont la couleur est aujourd'hui celle du matériau la composant : fibre, carbone, bois ou autre.
Le chef d'orchestre dirige généralement depuis un praticable placé au bord de la scène et équipé d'un garde-corps de sécurité. Malgré cette précaution des accidents peuvent se produire. Ainsi, Kurt Masur qui dirigeait l'Orchestre national de France au théâtre des Champs-Élysées, a perdu l'équilibre en se penchant vers les premiers violons ce qui a entraîné sa chute en arrière depuis la scène devant le premier rang de spectateurs.

## De la fonction au métier
Au cours des siècles la fonction de chef d’orchestre a été tenue par différentes personnes. Au commencement de la musique dite classique les formations étaient assez petites pour qu’un des musiciens de l’orchestre dirige ou que le groupe n’ait pas besoin de chef. Ainsi le premier violon ou le claveciniste pouvait jouer ce rôle. L’orchestre prenant de l’ampleur il a fallu aménager un poste de chef d’orchestre. Beaucoup de compositeurs dirigeaient ainsi certaines de leurs œuvres avec plus ou moins de succès (Mozart, Beethoven…).
Le musicien considéré par la plupart des musicologues comme le premier chef d’orchestre de métier fut Hans von Bülow, pianiste de formation et compositeur, mais surtout connu pour avoir suivi Wagner en créant notamment Tristan et Isolde et en instituant le poste de chef d’orchestre. À partir de von Bülow le métier de chef d’orchestre émerge et l’ampleur prise par les œuvres de la fin du XIXe siècle (les symphonies de Bruckner ou de Mahler par exemple) le rend indispensable. Hector Berlioz joue un rôle essentiel dans l'histoire de la direction d'orchestre. Ce dernier, après avoir révolutionné l'orchestre moderne dans son Grand Traité d'instrumentation et d'orchestration a été le premier — avant Hans von Bülow — à saisir l'importance de l'équilibre scénique grâce à sa vision spatiale de la musique. Il a d'ailleurs rédigé un ouvrage dans lequel il explique comment diriger convenablement, Le Chef d'orchestre, théorie de son art.
Parmi les chefs d’orchestre les plus connus, certains se sont presque exclusivement consacrés à la direction, lorsque d’autres ont mené de front plusieurs carrières. Dans la première catégorie, nous pourrons citer Hans Richter, Arturo Toscanini ou Herbert von Karajan ; dans la seconde Gustav Mahler, Leonard Bernstein ou Daniel Barenboim, compositeurs pour les deux premiers, pianiste pour le dernier.

## Place des femmes

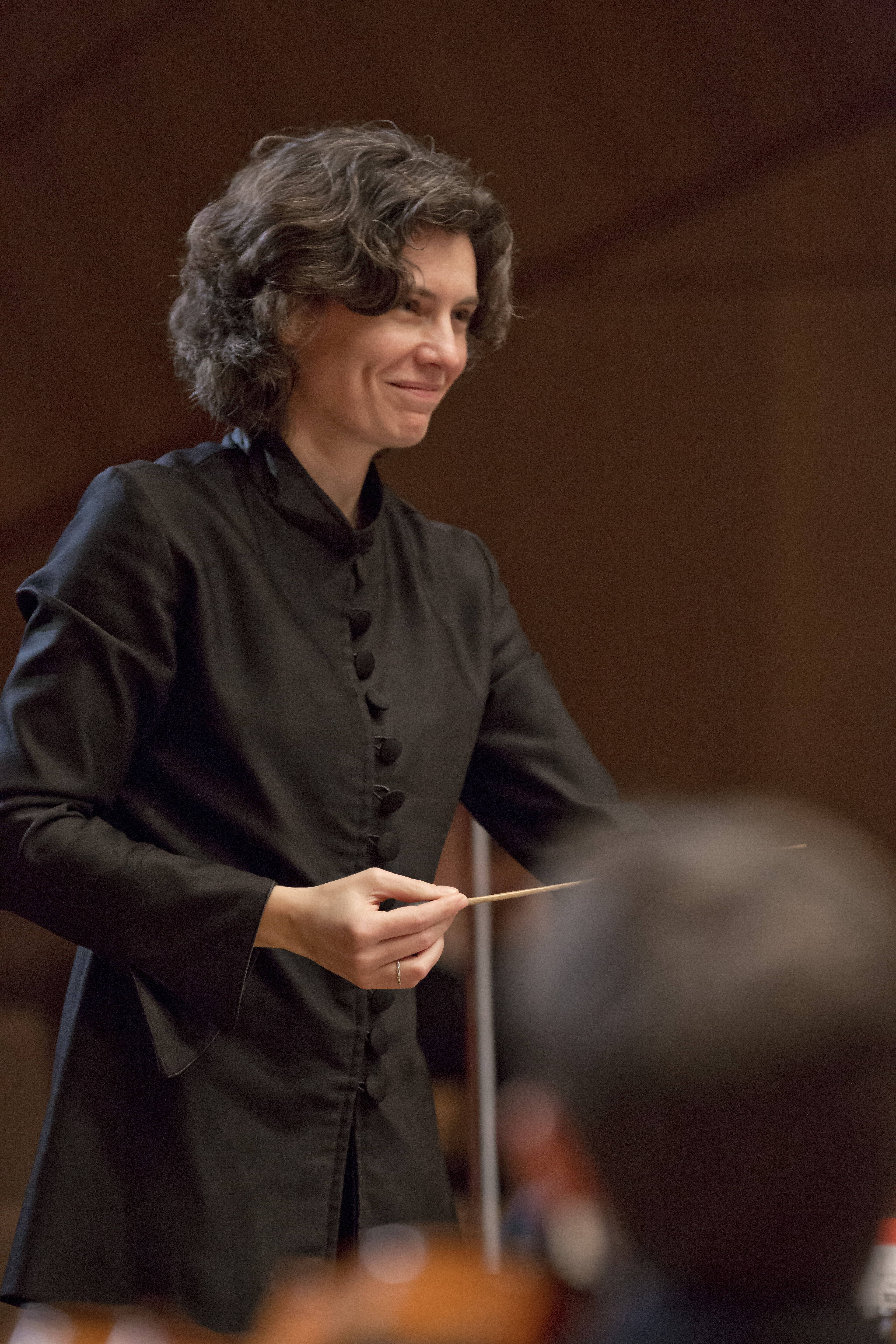
Laëtitia Trouvé, cheffe d'orchestre française.

Historiquement, on trouve très peu de femmes cheffes d'orchestre. Florence Launay, auteure d'une thèse sur les compositrices en France au XIXe siècle, n'a relevé les noms que d'une dizaine de femmes dirigeant entre 1789 et 1914 (sur la même période, elle a dénombré environ un millier de compositrices). Ces pionnières sont : Laure Micheli (vers 1860), Mme Maquet (vers 1900), Charlotte Bérillon (vers 1912), Magdeleine Boucherit Le Faure, à la tête d’un orchestre parisien en 1913. On peut aussi rencontrer des compositrices dirigeant leurs propres œuvres : Armande de Polignac (La Petite Sirène, à l'Opéra de Nice en 1907), Juliette Folville (Atala, au Théâtre municipal de Lille en 1892).
Au cours du XXe siècle, le rôle de chef s'est progressivement féminisé. Les toutes premières femmes à s'imposer ont été Nadia Boulanger et Jane Evrard. Alors que la classe avait ouvert en 1914, un premier prix de direction d'orchestre du Conservatoire de Paris a pour la première fois été attribué à une femme en 1952 : la Suissesse Hedy Salquin. Au XXIe siècle, il est possible de citer Marin Alsop, Claire Gibault, Susanna Mälkki, Nathalie Stutzmann et Zahia Ziouani.
La présence de femmes à la direction d'orchestre demeure rare : une étude de la SACD portant sur les institutions publiques françaises montre que, durant la saison 2013-2014, seuls 17 concerts ont été dirigés par des femmes, contre 557 par des hommes. En 2001 est créé l'association « Femmes Maestros », à l'instigation de Zofia Wislocka.
Le 26 mars 2013, le collectif La Barbe « s'invite » à la salle Pleyel afin d'attirer l'attention sur le faible nombre de femmes cheffes d'orchestre. Parmi les formations invitées pour la saison 2013-2014, à la salle Pleyel, sur 102 noms de chefs d’orchestre, 99 sont masculins. Les trois femmes cheffes invitées cette saison-là sont Laurence Equilbey, Claire Gibault et Nathalie Stutzmann.
Negin Khpalwak est la première Afghane à être devenue cheffe d'orchestre. Depuis sa création en 2014, elle dirige le Zohra, premier orchestre féminin d'Afghanistan. En février 2017, le groupe de jeunes femmes a joué au Forum économique mondial de Davos en Suisse.
Les obstacles symboliques seraient considérables : Florence Launay tente un rapprochement entre l'absence de femmes au pupitre et leur absence dans la prêtrise, dans la plupart des religions.
Le fait même qu'une femme puisse mener une carrière de chef d'orchestre est encore l'objet de discussions et de polémiques. En septembre 2013, selon le magazine Causette, Vasily Petrenko affirmait qu'en Russie, « une jolie fille sur l'estrade pouvait déconcentrer les musiciens ». De son côté, dans une interview à France Musique en octobre 2013, le directeur du Conservatoire de Paris, Bruno Mantovani, expliquait que les femmes ne sont « pas forcément intéressées » par le métier de chef d'orchestre, qui « est compliqué ». D'autant qu'une telle carrière pour une femme nécessiterait selon lui d'« assurer le service après-vente de la maternité, élever un enfant à distance, ce n'est pas simple ».
Quelques cheffes d'orchestre (listées par date de naissance)
- Les pionnières : Elfrida Andrée, Emma Steiner, Elisabeth Kuyper, Eugenia Calosso, Lina Coen (en), Ethel Leginska, Nadia Boulanger, Marguerite Canal, Frida Kern, Jane Evrard, Antonia Brico, Avril Coleridge-Taylor, Frédérique Petrides, Blanche Honegger Moyse (en), Ethel Stark, Vítězslava Kaprálová, Veronika Doudarova, Sarah Caldwell, Zheng Xiaoying, Eve Queler, Margaret Rosezarian Harris, Hortense von Gelmini (de), Odaline de la Martinez, Gisele Ben-Dor (en), Marin Alsop, Amina Srarfi, Simone Young…
- Quelques artistes internationalement reconnues : Tania León, Catherine Comet, Claire Gibault, Jane Glover, JoAnn Falletta, Sian Edwards (en), Nathalie Stutzmann, Graziella Contratto, Susanna Mälkki, Barbara Hannigan, Speranza Scappucci…
- Des étoiles montantes : Xian Zhang, Shi-Yeon Sung (en), Joana Carneiro, Simone Menezes, Zahia Ziouani, Debora Waldman, Alondra de la Parra, Han-na Chang (en), Elim Chan, Mirga Gražinytė-Tyla, Joana Mallwitz, Marta Gardolińska, Rebecca Tong, Anna Handler, Beatrice Venezi (it)…

## Orchestres sans chef
Un orchestre peut se passer de chef, une situation courante dans les petits ensembles (ensemble de musique de chambre, petit ensemble de jazz, ensemble baroque), mais plus difficile à concevoir pour de plus grandes formations.
Il existe des exemples d'orchestres symphoniques sans chef. De 1922 à 1932, une telle formation a existé en URSS, le Persimfans (l'abréviation du russe « Perviy Simfonicheskiy Ansambl bez Dirizhora » — Premier ensemble symphonique sans chef). Sa disposition était particulière : les musiciens se réunissaient de sorte à former un cercle, certains devant tourner le dos au public. Des grands musiciens de l'époque ont collaboré avec eux, et cet ensemble réclamait énormément de répétitions[réf. nécessaire].
En France, l'ensemble Dissonances joue officiellement sans chef d'orchestre. Présentant un enregistrement de la Cinquième de Beethoven, son créateur, le violoniste David Grimal, explique dans une interview donnée à Slate.fr que jouer cette œuvre sans chef est « emblématique de l’esprit révolutionnaire du compositeur ». Il ajoute que « l’organisation du travail et de l’échange musical symbolise un modèle social différent, où chacun des musiciens a son rôle dans l’élaboration du résultat final. […] Dans notre société qui privilégie les chefs de tous ordres à travers une organisation pyramidale des rapports sociaux et économiques, on peut parler d’une proposition alternative ». Dans la réalité, c'est néanmoins bien le premier violon (ici David Grimal) qui se retrouve à diriger.
Plus couramment, le rôle de chef d'orchestre peut être cumulé avec celui de soliste (pour un concerto typiquement) ou d'un autre musicien – par exemple dans les ensembles de musique baroque, parfois dirigés par le premier instrumentiste d'un pupitre, ou dans les big bands de jazz, souvent dirigés par leur fondateur quel que soit son instrument (piano, trompette, batterie…).